# Горна Митрополия
Го̀рна Митрополѝя е село в Северна България. То се намира в община Долна Митрополия, област Плевен.

## География
Селото се намира на 4 km от общинския център Долна Митрополия и на 15 km от областния център Плевен.

## История

### Антична история
Името на селището има латински корени – от думите Митра /бог Митра/ и полис /град/ – или Град на бог Митра. Богът Митра е източно божество и е много почитано от римските легионери. Недалеч при с. Гиген се намира римският град Улпия Ескус – основан около лагера V Македонски легион.
На около 2 км западно от селото, в местността „Боев геран“ има останки от голямо римско селище от I – IV век. Разположено е около извора на Барата, която преминава през Горна Митрополия. На повърхността се откриват керамика, монети, върхове на стрели, каменни основи от сгради, римски зидани гробове с трупоизгаряне. Селището е унищожено през 376-378 г., когато от север през Дунав преминават племената на готите. Доказателство са последните монети на императорите: Валент, Валентиниан и Грациан.

### Исторически събития
През октомври 1877 г. край Горна Митрополия са разположени значителни руски сили, участващи в обсадата на Плевен. Северно от селото по пътя за Тръстеник са били лагерите на 11 Фанагорийски и 12 Астрахански гренадирски полк. Към тях е придадена артилерия и два конни казашки полка (виж картата). Южно от селото са били лагерите на 9 Сибирски и 10 Малоросийски гренадирски полк. Полковете при Горна Митрополия са войските, които спират Осман паша при опита му да пробие руската обсада на 10 декември 1877 г. /стар стил 28 ноември/.
Интересни подробности за селото дава Вакх Гурев – свещеник на 9 и 10 гренадирски полкове. Ето какво пише той в походния си дневник.
"Горна Митрополия 1 ноември 1877 г.
Миля и половина преди да достигна Горна Митрополия започва бивака на Астраханския полк. Външният вид на лагера е много грозен: навсякъде е някакъв хаос и пълна бъркотия: има хора, говеда, биволи, магарета, землянки, палатки, вагони, купчини от сено и слама; войниците бродят на групи или самостоятелно ...
Самото село Горна Митрополия изглежда точно същото както нашият Тръстеник. Местната малка каменна църква е оставена непокътната, въпреки че турците са я ограбили. Началникът на дивизията и командир на 2 бригада Л.Квитницкий е настанен в къща не много по-различна от навес, плевня или клетка; адютантите живеят в землянки заедно с биволите. Щабът на дивизията се помещава в дома на местен български свещеник, чието семейство живее в същата землянка. Мене ме доведоха и запознаха с положението на това бедно семейство. При влизане видях следната картина: съпругата на този свещеник е една стара вече жена, в дълга ленена риза, с бродирани дантели, с увито в бял воал лице, боса, седнала по турски с кръстосани крака на земята пред огъня, заобиколен от три боси, полуголи деца. Тя пече на огъна за тях  парчета овнешко, като ги държи с една ръка над въглените, а с другата постоянно държи настрани ту едно, ту друго дете, които искат да изтръгнат от ръцете и вкусното парче...
Отидохме в църквата – следи от грабежи, варварство и богохулство на всяка крачка ... Находчивият възрастен свещеник е взел от църквата и е скрил в земята всички икони и прибори, но са останали икони, рисувани по стените и в нишите на олтара, тях не ги е пожалил дивият турски фанатизъм. Очите на Христос Спасителя и на Божията Майка са избодени с щикове. Според преподобния свещеник, турците, след юлските събитията, с такова диво опиянение тичаха из българските села от тази страна на река Вит и хулеха и безчинстваха в светите храмове, опитвайки се да ги превърнат в най-нечистото и неприлично място! О Господи ..."
След битката на 10 декември 1877 същият свещеник споменава, че на 12.12.1877 г. северно от олтара на църквата са погребани в общ гроб 10 млади руски офицери, починали от получените рани в битката: "звратившись от Копаной Могилы в Нетрополь, я приступил к печальному обряду погребения павших героев, офицеров нашей дивизии. По тесноте болгарской церкви обряд совершался на площадке около церкви: наступал вечер, тихий, ясный, безоблачный... С каждого бивуака тронулись к церкви печальные процессии; каждый полк нес своих героев-мучеников... Грустно-торжественные звуки погребальных маршей в одно и то же время раздались с разных сторон и огласили всю окрестность... К хору наших певчих присоединилось много любителей-офицеров, пение вышло звучное, торжественно-печальное; все стояли с зажженными свечами в руках: наступала уже ночь, ясная, звездная. Картина была необыкновенно грустная и вместе торжественная! И среди всего этого вдруг раздается поражающий душу церковный гимн: „Плачу и рыдаю, егда помышляю смерть и вижу во гробех лежащую, по образу Божью созданную, нашу красоту, безобразну, бесславну, не имущую вида...“, а тут пред вашими глазами лежат распростертыми на земле десять трупов молодых юношей, за три дня назад полных жизни и силы, а теперь бездыханных, страшно обезображенных, с лицами действительно неимущими вида. Впечатление было потрясающее! Слезы и рыдания сделались общими!.. То плакали герои, оставшиеся в живых, над трупами героев-друзей безвременно погибших в битве.., Четверо положены в гробах, сколоченных из теса, а остальные прямо на земле, покрытые только простынями..."

### Войни за национално обединение
При избухването на Балканската война човек от Горна Митрополия е доброволец в Македоно-одринското опълчение.

## Забележителности
- паметник пред кметството
- възстановяване на храм-паметника (църквата до малкото училище)
- паметна плоча на 10 руски офицери, погребани до олтара на църква „Св. Троица“

## Редовни събития
Празнуване на Тодоров ден (Тудорица). През 2014 г. празникът ще се състои на 8 март. На празника жените месят пита с мед, от тестото правят кончета, готвят зелник и чушки с боб. Млади и деца се обличат като кукери: булка и младоженец, поп, полицай, лекар, кобила. Маскираните дрънкат с кутии и звънци, носят касички за събиране на пари. Шествието минава през цялото село и спира пред Кметството. Кметът и самодейци поздравяват участниците с пожелания да бъде спорна годината, да се множат конете, да са здрави всички. На мегдана се извиват кръшни хора, пеят се песни в прослава на Свети Теодор. В средата на хората кръжат ездачите. Така шествието стига до края на селото, където се прави надбягване с коне. Победителят получава риза или кърпа, а конят – нова юзда. Следва общоселско веселие, където хората се черпят със събраните средства.

## Личности
Васил Петков Иванов – журналист, роден на 17 февруари 1937 г. в с. Горна Митрополия. Член на Дружеството на плевенските краеведи от 2004 г. Работил по историята на с. Горна Митрополия. Починал в София на 8 април 2015 г.
Василка Дамянова - народна певица, част от хор “Мистерия на българските гласове”, трио “Зорница”. Пяла на най-големите сцени по света, носител на северняшкия песенен стил. 